# 大番屋
大番屋（おおばんや）は、江戸の町中に設置された被疑者を拘留するための施設。調番屋（しらべばんや）とも。
江戸の町々にあった自身番屋のうち留置場の設備がある大きい建物で、設置されたのはおそらく天保期から化政期ころで、当初は2、3ヵ所、幕末までに6から8ヵ所あったとされる。
大番屋は容疑者の取り調べを担当する吟味方与力が出張りやすいよう、町奉行所近くにあった。
茅場町や佐久間町、八丁堀、材木町3・4丁目にあった通称「三四の番屋」などが知られているが、他の大番屋がどこにあったかは記録は残されていない。

## 設置された目的
大番屋が設置されたのは、伝馬町牢屋敷の頻発する火災とその修復、それに伴う囚人の脱獄や過剰拘禁などの問題の解決のためというのが1つ。
もう1つは、幕府が寛延3年（1750年）に6ヵ月以上在牢している者があれば、毎月1日に町奉行所に報告するよう牢屋奉行・石出帯刀に命じ、宝暦11年（1761年）4月と嘉永4年（1851年）2月にも同様の令を出して、牢屋敷の在牢者削減を促していたことから、審理のスピード化と在牢期間の短縮が目的だったとされる。

## 江戸以外の大番屋
江戸以外にも、大坂・京都・静岡にも同様の設備はあった。
中でも静岡藩では、自身番屋を取り払い、明治2年に江戸に倣って大番屋を市中に4ヵ所新設している。

## 留置場としての機能
江戸の町において、被疑者の取り調べは、最初は町奉行所の定町廻りや臨時廻りといった、三廻の同心によって行われた。呼び出した場合はその者の住む町の自身番で、不審者として拘束した場合は最寄りの自身番へ連行し、そこで一応の取り調べをし、町内預けにする・放免する・牢屋送りにするといった対処を決める。本格的な取り調べが必要と判断された時に、被疑者を送致する施設が、大番屋である。大番屋を使用するのは、被疑者の関わり合いのある者や参考人を呼んだりするには自身番屋では狭いためという事情もあった。大番屋へは、同心付きの小者が縄をとり、被疑者が住む町の町役人を付き添わせて連行した。
大番屋で取り調べて、罪科に間違いないとなれば牢屋敷送りとなるが、そのためには「入牢証文」という牢屋敷に収監するための書類を発行する必要がある。この書類の発行には時間がかかるため、それまで被疑者は大番屋に拘留される。証文が作成されてから被疑者は、町役人付き添いで小者に縄をとられて、大番屋から牢屋敷に送り込まれた。

## 大番屋の図
大番屋の構造・設備の詳細を記した文献はほとんど無い。
明治26年（1893年）9月に刊行された『徳川幕府刑罰図譜』の24葉目に「大番屋留置場の図」 (a great watch hause、（明治大学博物館）) があるが、これは想像図であり、重松一義はこれを大番屋を伝える絵画として認めることはできないとしている。
一方、河鍋暁斎が描いた「江戸の大番屋（明治三年十月暁斎氏東京府の獄屋に繋かるゝの図）」は、実際に大番屋・本牢に100日余入牢した上、50回の敲を受けた後に描いたもので、「学術的に貴重で、価値が高い刑事史料である」と評価している。
暁斎の「大番屋の図」には、牢屋敷にも無いような中2階の構造があり、獄舎右側の帳場風の台上が番屋下役の詰所（監視所兼指図所）である。上段窓際は揚屋扱いの者（一定の身分ある者を収監する牢）・軽罪の者・老人・婦女・子供が繋がれ、下段の格子内には重罪の者・本牢（小伝馬町牢）送りを待つ者・無宿無頼者を座らせる場となっている。下段は各面が小雑居（必要に応じて独居とする）の形態となっていて、3尺四方のスペースに4人が詰め込まれている様子が描かれる。